# Rifugio Elena

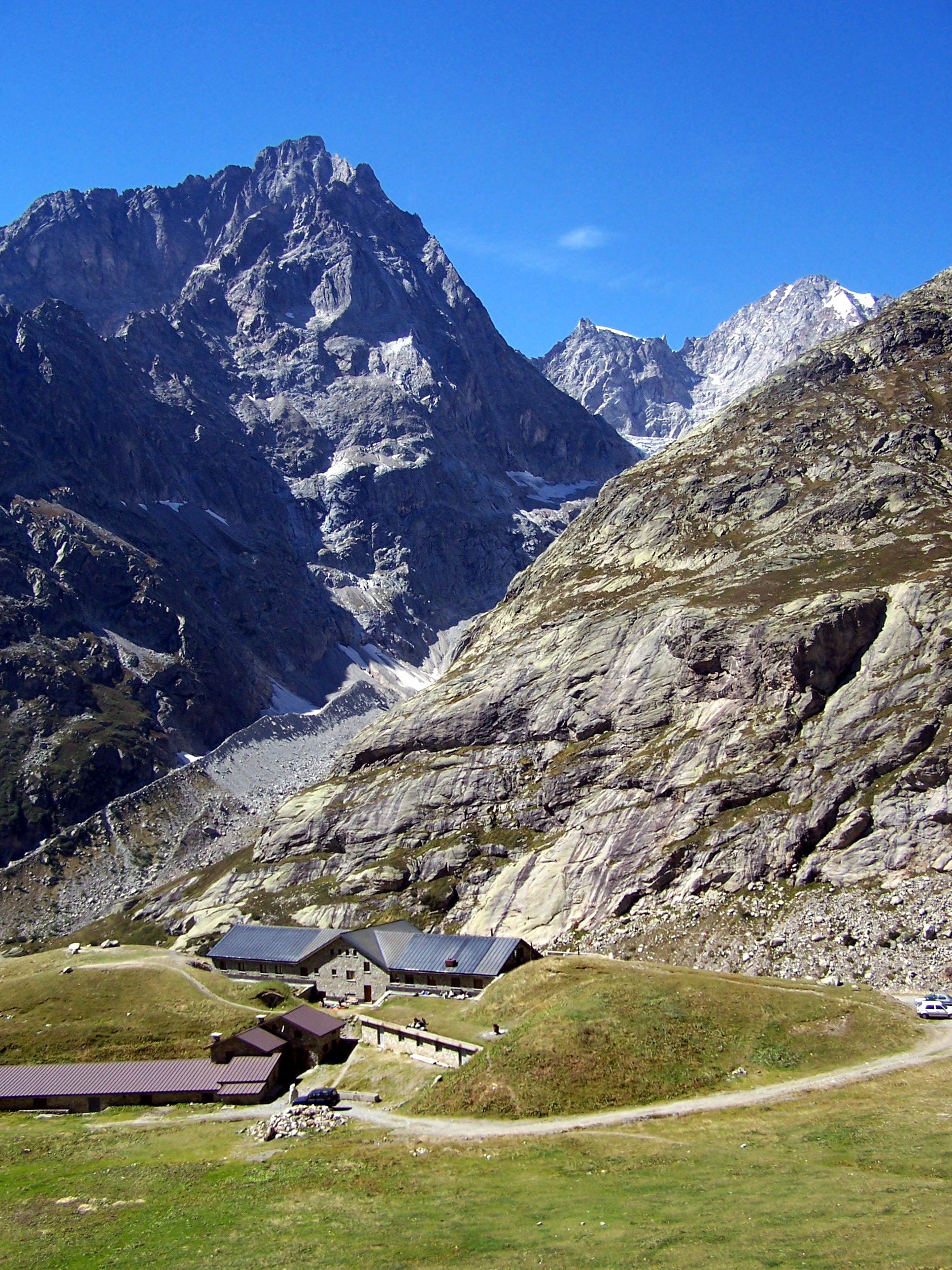
Rifugio Elena

Das Rifugio Elena ist eine Schutzhütte im Aostatal in den Grajischen Alpen. Sie liegt in einer Höhe von 2062 m im Seitental Val Ferret auf dem Pré de Bar genannten Gelände innerhalb der Gemeinde Courmayeur. Die Hütte wird von Anfang Juni bis Mitte September bewirtschaftet und bietet in dieser Zeit 115 Bergsteigern Schlafplätze.
Die Schutzhütte liegt am Höhenweg Tour du Mont-Blanc.

## Anstieg
Von Courmayeur fährt man mit dem Auto in Richtung des Seitentals Val Ferret. Beim Ortsteil Arnouvaz (1769 m) liegt ein Parkplatz, von wo die Wanderung beginnt.
Für den gesamten, keinerlei Schwierigkeiten aufweisenden Weg vom Parkplatz bei Arnouvaz bis zum Rifugio Elena ist ungefähr 1 Stunde zu veranschlagen.

## Geschichte
Das Rifugio Elena wurde erstmals kurz vor dem Zweiten Weltkrieg errichtet, aber im Jahr 1960 von einer Lawine zerstört. Im Jahr 1995 wurde die Hütte in ihrer heutigen Form eröffnet. Die Hütte wurde Elena von Montenegro gewidmet. Elena war Ehefrau von König Viktor Emanuel III.

## Tourenmöglichkeiten
Vom Rifugio Elena können die Pässe Col du Petit Ferret (2.488 m) und Col du Grand Ferret (2.537 m) erreicht werden.

### Übergänge
- Übergang zur Schutzhütte  Rifugio Giorgio Bertone – (1989 m)
- Übergang zur Schutzhütte  Rifugio Cesare Dalmazzi – (2589 m) – schwierig
- Übergang nach La Fouly in der Schweiz.

### Gipfeltouren
Folgende Gipfel können von der Hütte erreicht werden:
- Tête de Ferret – 2.714 m
- Mont Dolent – 3.819 m
- Grand Golliaz – 3.238 m
- Monte Allobrogia – 3.172 m
- Pointe de Combette – 2.762 m
- Aiguilles des Angroniettes – 2.882 m